# Паралітургійна музика
Паралітургі́йна му́зика — загальна назва текстомузикальних форм, близьких за стилем (у текстах і музиці) до богослужбових, але які не використовуються в офіційному (канонічному) богослужінні. Молитвословні й поетичні тексти в формах паралітургійної музики є новоствореними (небіблійними), в типовому випадку прославляють Господа Ісуса Христа, Богородицю, християнських святих, біблійних пророків, парафразують типові біблійні сюжети. Стосовно до паралітургійної музики прийнятне позначення «духовна музика», але (за винятком протестантської літургії) неприйнятне — «церковна музика». Попри широту поняття вчена традиція обмежує його застосування декількома жанрами / формами старовинної західноєвропейської музики Середніх віків та Відродження.
Паралітургійною музикою вважаються всі різновиди старовинної духовної пісні (як правило, монодійної) — іспано-португальська кантигас, італійська лауда, старовинна андалусійська саета, англійська керол, французький ноель. Аналогом західної паралітургійної пісні на Русі можна вважати псальма. Німецька монодійна церковна пісня (нім. Kirchenlied) спочатку також була паралітургійною і називалася «духовною піснею» (Geystliches lied, в сучасній орфографії — Geistliches Lied), але в результаті розпочатої Лютером реформи стала невіддільною частиною лютеранського богослужіння (див. Протестантський хорал).
Також паралітургійною вважають музику, написану за моделлю традиційних форм / жанрів григоріанського хоралу (наприклад, респонсоріїв і антифонів). Паралітургійні по суті й сотні латинських секвенцій, які за небагатьма винятками були заборонені Римом; те саме стосується й гімнів. Латинські пісні XII—XIII ст. — аквитанский versus і паризький кондукт — також не призначалися для регулярних богослужінь, хоча й могли використовуватися в процесіях.
Автори паралітургійних музично-поетичних творів, як правило, анонімні. Серед небагатьох відомих авторів — Гільдеґарда Бінгенська і П'єр Абеляр.